# Interstate 705
Pour les articles homonymes, voir Interstate 705.
L'interstate 705 est une courte autoroute inter-États de l'État de Washington, plus particulièrement dans la ville de Tacoma. Elle sert de connexion entre l'I-5 et le centre-ville de Tacoma, le front de mer, North Tacoma et Tacoma Dome. Ouverte en 1988, l'I-705 est la dernière nouvelle portion d'interstate de l'État. Elle a une longueur de 1,5 miles (2.41 km).

## Description du tracé
L'interstate 705 part de sa jonction avec l'interstate 5 et de la SR 527, juste au sud du centre-ville de Tacoma. Elle prend alors le nord pour frôler le centre-ville à l'Est et du mile 1.07 au mile 1.32, elle passe dans un tunnel sous le Firemans Park. Aussitôt après le tunnel, elle bifurque vers l'ouest jusqu'à son intersection avec Stadium Way (intersection à niveau).
Se dirigeant vers le nord comme continuité de la SR 7, la première sortie est pour la South 26th Street, laquelle donne accès au Tacoma Dome. Un unique échangeur donne accès à l'Université d'État de Washington ainsi qu'au Port de Tacoma via la 21st Street. Les deux voies de gauche de l'I-705 donnent accès à A Street ainsi qu'à South 15th Street / Pacific Avenue bien que les voyageurs se dirigeant vers le nord n'y aient pas accès. Le Pont de Verre, reliant le Musée de Verre au centre-ville, passe au-dessus de l'I-705 continuant vers le nord, longeant le Thea Foss Waterway à l'est et le Fireman's Park à l'ouest. Une intersection à niveau avec Stadium Way marque la fin de l'I-705 en direction nord.
Vers le sud, l'I-705 commence avec des rampes d'accès depuis Stadium Way et depuis Schuster Parkway. Passant Fireman's Park au sud, le trafic depuis South 9th Street et A Street rejoignent l'I-705. La seule sortie se trouve à la jonction avec SR 509.

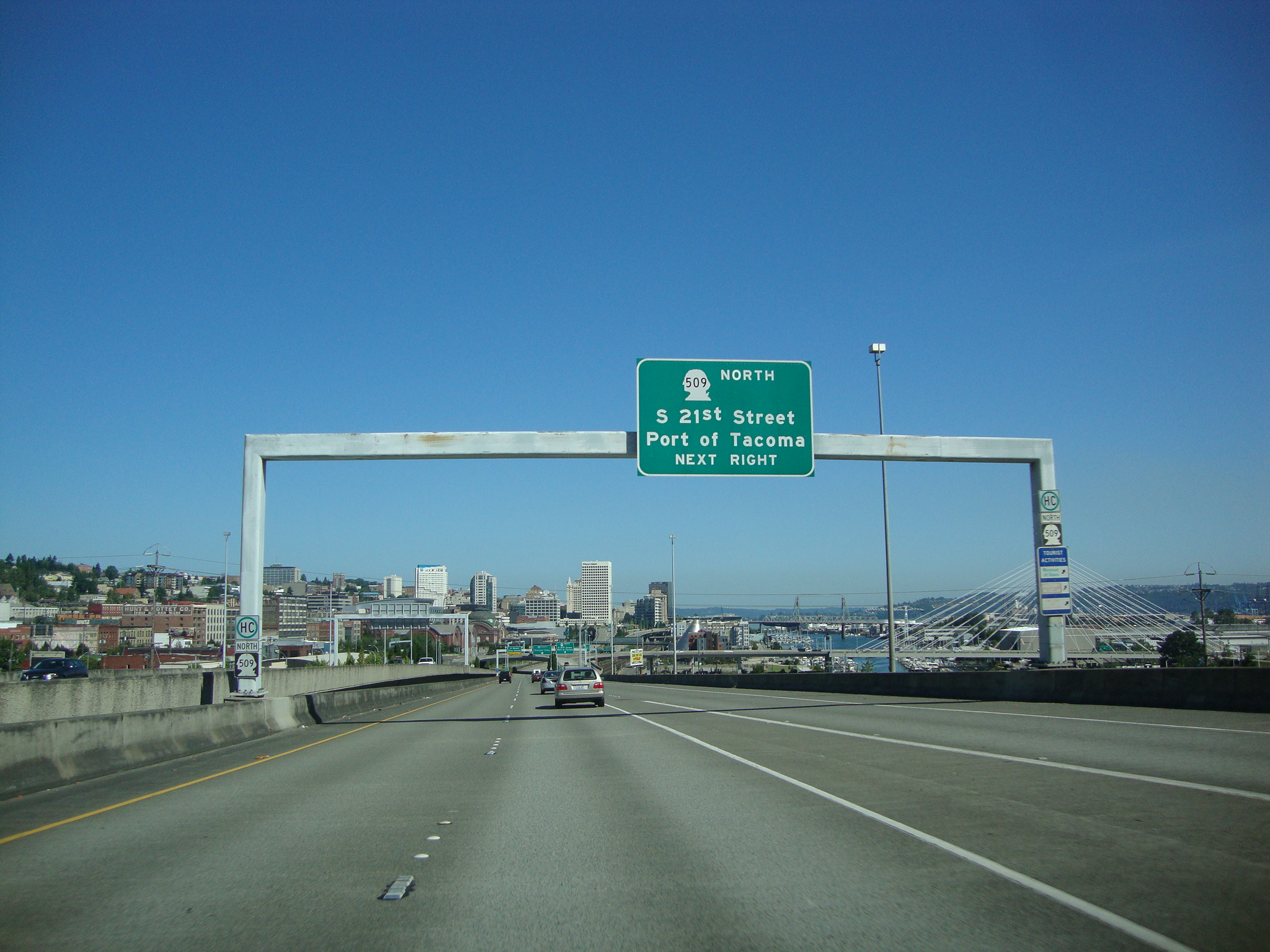
L'interstate 705, près de son échangeur avec la Washington route 509, au sud-est du centre-ville de Tacoma.

Chaque année, le Washington State Department of Transportation (WSDOT) conduit une série d'études sur ses autoroutes dans l'état afin de mesurer le trafic. Il s'agit du débit journalier moyen annuel (DJMA), lequel mesure le volume de trafic pour n'importe quel jour moyen de l'année. En 2011, le WSDOT a calculé qu'aussi peu que 26 000 véhicules empruntent l'autoroute au niveau de la continuité de SR 7. Il y en a près de 72 000 sur le segment compris entre l'I-5 et la sortie pour la SR 509. L'I-705 est considérée comme une autoroute d'importance significative.

## Liste des Sorties
| Interstate 705    |              |      |      |        |                                                        | |
| Comté             | Municipalité | mi   | km   | Sortie | Intersections / Destinations                           | Notes |
| Pierce            | Tacoma       | 0,00 | 0,00 | —      | I-5 / SR 7 (en) sud – Seattle, Portland, Mount Rainier | Terminus sud; continue comme SR 7                                                                                    |
| Pierce            | Tacoma       | 0,06 | 0,10 | —      | East 26th Street – Tacoma Dome                         | Sortie direction nord, entrée direction sud                                                                          |
| Pierce            | Tacoma       | 0,72 | 1,16 | —      | SR 509 (en) nord / South 21st Street – Port de Tacoma  | |
| Pierce            | Tacoma       | 1,15 | 1,85 | —      | A Street – Centre-ville de Tacoma                      | Sortie et entrée à gauche direction nord; sortie inclut des rampes directes vers South 15th Street et Pacific Avenue |
| Pierce            | Tacoma       |      |      | —      | South 9th Street                                       | Entrée direction sud seulement                                                                                       |
| Pierce            | Tacoma       | 1,43 | 2,30 | —      | Schuster Parkway                                       | Sortie à gauche direction nord, entrée à gauche direction sud                                                        |
| Pierce            | Tacoma       | 1,50 | 2,41 | —      | Stadium Way / Commerce Street                          | Terminus nord; accès à l'Hôpital Mary Bridge pour enfants                                                            |
| - Accès incomplet |              |      |      |        |                                                        | |

## Voir Aussi
- (en) Cet article est partiellement ou en totalité issu de l’article de Wikipédia en anglais intitulé « Interstate 705 » (voir la liste des auteurs).